# Teorie řízení

Koncept zpětnovazební smyčky použité pro regulaci dynamického chování systému: je použita záporná zpětná vazba, protože regulovaná veličina změřená senzorem na výstupu regulovaného systému se odečítá od požadované hodnoty a výsledkem je chybový signál, který je zpracován regulátorem, aby byl přiveden jako akční veličina na vstup regulovaného systému.

Teorie řízení je naukou o řízení a popisu systémů. Základní dělení je na klasickou teorii řízení a na moderní teorii řízení. Toto dělení má spíše pedagogický význam a v současné době se používají jak metody z klasické, tak moderní teorie.

## Klasická teorie řízení
Teorie řízení, jejíž formální rozvoj začal ke konci 19. století. Je založena na vnějším popisu systémů. Základními pojmy tu jsou:
- Přenos systému
- Frekvenční charakteristika
- Impulsní charakteristika
- Přechodová charakteristika
- Diferenciální rovnice

Vnější popis systémů využívají některé metody pro návrh PID regulátorů:
- GMK – geometrické místo kořenů (Hodograf)
- frekvenční návrh
- Integrální kritéria kvality regulace

## Moderní teorie řízení
Tento pojem vznikl v 60. letech k odlišení přístupu založeném na stavovém popisu systémů od „klasické teorie“, která je založena především na popisu vnějším (tzv. přenos systému), ale v současné době se oba způsoby popisu silně prolínají a oba se používají při návrh regulátorů.
Moderní teorie řízení chápe návrh regulátoru jako optimalizační úlohu. Zadáním tedy jsou kritéria optimality a omezení. Takové pochopení úlohy však vyžaduje přesný model a právě závislost na přesnosti modelu dala vzniknout další problematice a tou jsou „robustní metody“, které do formulace úlohy zahrnují i neurčitost modelu. Ta může být v případě popisu např. frekvenční charakteristikou dána nikoliv jednou křivkou, ale mezními křivkami.